# Madeleine pénitente (Canova)
Pour les articles homonymes, voir Madeleine pénitente.
La Madeleine pénitente est une sculpture en marbre de Marie Madeleine réalisée par le sculpteur néoclassique italien Antonio Canova, mesurant environ 90 cm de haut, connue en deux versions définitives, une à Gênes et l'autre à Saint-Pétersbourg.

## Gênes
Les difficultés d'élaboration du thème avaient conduit Canova à produire deux travaux préparatoires très différents. La version originale de 1793-1796 fut saluée au Salon de Paris de 1808, la première des œuvres de Canova à y connaître un succès. Elle fut acquise par le commissaire français Juliot et passa en 1808 entre les mains du collectionneur milanais Comte Masseo à Gian Battista Sommariva et, après sa mort, au seigneur d'Aguado. Elle fut acquise par Raffaele de Ferrari, Duc de Galliera, et exposée dans son palais à Paris, avant d'être léguée à la collection de la ville de Gênes en 1889 par son épouse Maria Brignole-Sale de Ferrari - elle se trouve aujourd'hui au Palazzo Doria-Tursi, qui fait partie des musées de la Strada Nuova à Gênes.

## Saint-Pétersbourg
Canova réalisa également une autre version entre 1808 et 1809 pour Eugène de Beauharnais, vice-roi d'Italie, qui l'exposa dans son palais de Munich. Les premiers travaux préparatoires montraient la tête levée et les bras croisés, mais dans l'œuvre finale de 1808-1809, la tête est baissée et les mains tiennent une croix en bronze doré, bien que cela manque dans la version 1808-1809, soit perdue par la suite, soit plus probablement non retenue car les sculptures en matériaux mixtes n'étaient pas acceptées en France à cette époque.
Cette version est restée dans la collection des successeurs de Beauharnais comme duc de Leuchtenberg et a donc déménagé à Saint-Pétersbourg, passant au Fonds du musée d'État de la Russie soviétique et enfin en 1922 au Musée de l'Ermitage, où elle demeure.